# St. Martina (Schalkenried)

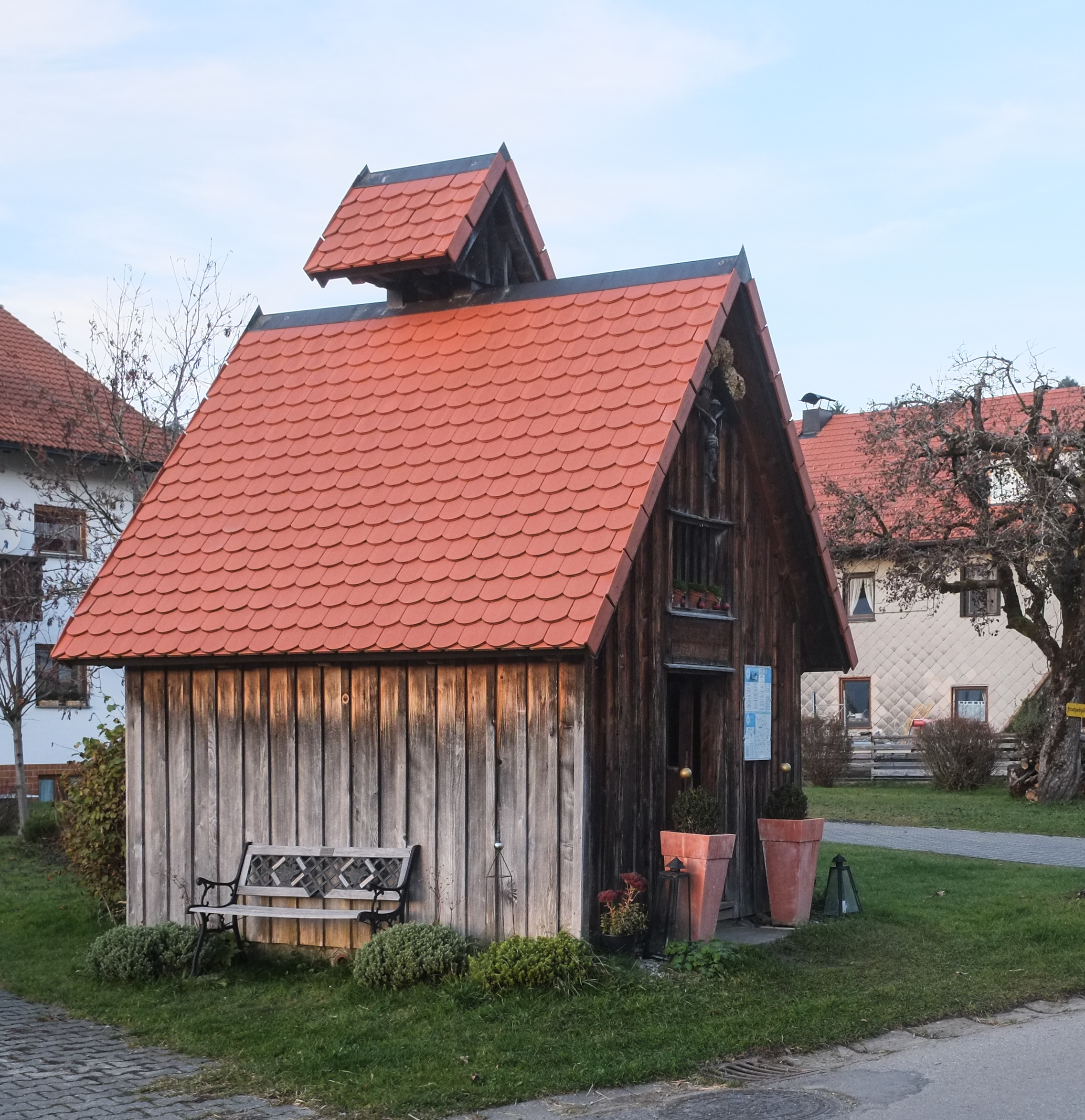
St. Martina in Schalkenried

Die römisch-katholische Kapelle St. Martina steht in Schalkenried, einem Gemeindeteil des Marktes Scheidegg im bayerisch-schwäbischen Landkreis Lindau (Bodensee) in Bayern. Sie ist nach der heiligen Martina benannt. Das Bauwerk ist in der Liste der Baudenkmäler in Scheidegg als Baudenkmal unter der Nr. D-7-76-125-33 eingetragen.

## Beschreibung
Die erste Holzkirche wurde 1622 als Pestkapelle erbaut. Sie wurde 1703 und 1846 jeweils erneuert. Auf dem Altarretabel des Altars ist die Krönung Mariens dargestellt.